# Зхоб (город)
Зхоб (Жоб; урду ژوب‎) — город в провинции Белуджистан (Пакистан) на реке Зхоб, центр округа Зхоб. Население — 56 772 чел. (на 2010 год).

## История
Во времена Британской Индии город назывался Форт-Сандемен в честь Роберта Сандемана. 30 июля 1976 года название города было изменено на нынешнее по реке, на которой расположен город. Традиционное местное название форта Аппозай, по ближайшей деревне.

## Демография
| 1961  | 1972   | 1981   | 1998   | 2010   |
| ----- | ------ | ------ | ------ | ------ |
| 8 058 | 17 291 | 31 931 | 44 248 | 56 772 |